# Паніова
Паніова (рум. Paniova) — село у повіті Тіміш в Румунії. Входить до складу комуни Гізела.
Село розташоване на відстані 372 км на північний захід від Бухареста, 44 км на схід від Тімішоари.

## Населення
За даними перепису населення 2002 року у селі проживали 314 осіб. Рідною мовою 307 осіб (97,8%) назвали румунську.
Національний склад населення села:
| Національність | Кількість осіб | Відсоток |
| -------------- | -------------- | -------- |
| румуни         | 302            | 96,2%    |
| цигани         | 5              | 1,6%     |